# کیم کوتر
کیم کوتر (انگلیسی: Kim Kötter؛ زادهٔ ۲۷ ژوئیهٔ ۱۹۸۲) مدل (شخص)، مجری، و کارآفرین اهل پادشاهی هلند است.